# FC Cisnădie
FC Cisnădie este un club de fotbal din Cisnădie, județul Sibiu, România care evoluează în Liga a IV-a.

## Lotul de jucatori
| Nr. |         | Poziție | Jucător     |
| --- | ------- | ------- | ----------- |
|     | România | P       | V. Gheorghe |
|     | România | F       | B. Băcilă   |
|     | România | F       | Ad. Vintilă |
|     | România | F       | M. Radu     |
|     | România | F       | C. Ciobanu  |
|     | România | F       | V. Onciu    |
|     | România | M       | Doicaru     |

| Nr. |         | Poziție | Jucător   |
| --- | ------- | ------- | --------- |
|     | România | M       | Piko      |
|     | România | M       | L. Tarcea |
|     | România | M       | Mămăligă  |
|     | România | M       | Bărculeț  |
|     | România | A       | M. Ilie   |
|     | România | A       | Lacoviște |